# غوغا تابان
فاطمه حسینی با نام هنری غَوغا تابان (به انگلیسی: Ghawgha Taban) آهنگساز، خواننده و ترانه‌سرای افغانستانی‌ست.
وی از سال ۱۳۹۵ به صورت حرفه‌ای در زمینهٔ موسیقی فعالیت می‌کند. در ترانه‌هایش رنج اجتماعی ناشی از جنگ و تعصبات مذهبی و وضعیت زنان و دختران را محکوم می‌کند. ترانه‌هایی که او از سروده‌های شاعری به نام رامین مظهر ساخته، برای جوانان پیش‌گرای افغانستان به سرود مقاومت علیه طالبان تبدیل شده‌اند. «می‌بوسمت در بین طالب‌ها نمی‌ترسی» با ترانه‌سرایی رامین مظهر معروف‌ترین اثر غَوغاست.
نام او در میان اسامی صد زن تأثیرگذار و الهام‌بخشِ سال ۲۰۲۱ به انتخابِ بی‌بی‌سی‌ست.